# غلغوديشكيس
غلغوديشكيس (بالإنجليزية: Gelgaudiškis)‏ هي منطقة سكنية تقع في ليتوانيا في Sudovia.[بحاجة لمصدر] يقدر عدد سكانها بـ 1,879 نسمة ومساحتها 3.37 كم2 وترتفع عن سطح البحر 51 متر.